# أنتوني كانغ
أنتوني كانغ (بالإنجليزية: Anthony Kang)‏ هو لاعب غولف أمريكي، ولد في 20 نوفمبر 1972 في كوريا الجنوبية.

## وصلات خارجية
- أنتوني كانغ على موقع رابطة أوروبا للاعبي الغولف المحترفين (الإنجليزية)
- أنتوني كانغ على موقع رابطة اليابان للاعبي الغولف المحترفين (الإنجليزية)
- أنتوني كانغ على موقع التصنيف العالمي الرسمي للغولف (الإنجليزية)